# Себастьян Смі
Себастьян Смі – австралійський лауреат Пулітцерівської премії, арт-критик для Вашингтон пост.

## Освіта і кар'єра
Здобувши освіту в коледжі Святого Петра в Аделаїді, Смі закінчив Сіднейський університет зі ступенем з відзнакою в галузі образотворчого мистецтва в 1994 році та переїхав до Бостона в 2008 році, а також між 2001 і 2004 роками жив у Велкій Британії. До того, як приєднатися до Бостонського клубу, він був національним арт-критиком для The Australian, а також працював для Дейлі телеграф і дописував до Ґардіан, Таймс, Файненшл таймс, Індепендент, The Art Newspaper, Modern Painters, журналу Prospect і The Spectator.
У 2011 році він отримав Пулітцерівську премію з критики за «яскраві та багаті твори про мистецтво, які часто оживляють великі твори з любов’ю та вдячністю».
У 2015 році, після того, як Смі розкритикував акцію протесту «Ренуар погано малює» в Музеї образотворчих мистецтв Бостона, Макс Ґеллер, лідер руху, викликав Смі на дуель у палаті громад Бостона.

## Праці
Смі є автором книг «Люсіан Фрейд» і «Пліч-о-пліч: Пікассо проти Матісса». У 2016 році вийшло «Мистецтво суперництва». Книга розглядає стосунки між чотирма парами художників — Матісс і Пікассо, де Кунінг і Поллок, Фрейд і Бекон, Дега і Мане.
Смі є автором 72-го випуску Quarterly Essay під назвою «Чисті втрати: внутрішнє життя в епоху цифрових технологій» (2018).

## Публікації
- Себастьян Смі, Пліч-о-пліч: Пікассо проти Матісса, Даффі та Снеллгроув,ISBN 978-1-876631-32-1
- Себастьян Смі,Лючіан Фройд, Taschen, 2007,ISBN 978-3-8228-5805-9
- Себастьян Смі,Мистецтво суперництва: чотири дружби, зради та прориви в сучасному мистецтві, Профільні книги, 2016,ISBN 978-1781251669
- Аніта Гілл, Себастьян Смі, Корнелія Батлер, Марк Бредфорд, Phaidon Press, Лондон, 2018,ISBN 9780714873398

## Зовнішні посилання
- Офіційний веб-сайт